# 苏州市桃坞高级中学校
苏州市桃坞高级中学校，曾称苏州私立桃坞中学、苏州市第四中学校，始建于1902年。

## 历史
1902年，美国圣公会牧师韩忭明受驻上海圣公会派遣赴苏州创立圣公会，并创建中西学堂。1903年，学堂迁至桃花坞廖家巷，仍由韩忭明主理。1908年，韩忭明离开苏州前往扬州传教。
1910年至1937年，美籍教士梅乃魁任校长。1911年辛亥革命胜利后，废除科举制度，兴办新式学堂，桃坞中学得以更好的发展。1912年起，桃坞中学的学制改为初中三年，高中三年，是苏州市最早开办高中教育的学校。1923年至1927年间，学校因局势动荡而时开时停。国民革命军北伐迫近苏州时，该校停办一年。1937年，苏州沦陷，学校关停。
1938年夏，在上海避难的部分教师租借上海慈淑大楼开办补习班。1938年秋，上海桃坞中学正式招生开学，直至抗战胜利。1945年，部分沪校教师回苏复校。1946年，沪苏两校合并，全部返回苏州开学上课。1948年，该校完成在江苏省教育厅的登记立案手续，宗教色彩逐步淡化。
1949年4月，苏州被中华人民解放军占领。桃坞中学成立校务委员会，增强民主管理。1952年7月，苏州市人民政府正式行文接办桃坞中学，改名为“苏州市第四中学”，赵振海被任命为校长。1953年，在校学生数量大幅度增，并陆续接纳四十多名归国侨生。1955年，该校中共党支部成立，嵇云扬任支部书记。1956年，该校初、高中共计32个班级，学生1600多人。